# Диляна Спасова
Диляна Георгиева Спасова е българска актриса и преводачка.

## Биография
Родена е на 3 декември 1991 г. в град София. Нейният баща е актьорът Георги Спасов.
През 2010 г. завършва 157 гимназия с изучаване на чужд език „Сесар Вайехо“, а през 2016 г. завършва НАТФИЗ „Кръстьо Сарафов“ със специалност „Актьорско майсторство за куклен театър“ в класа на проф. Жени Пашова и доц. Петър Пашов с награда „НАЙ-НАЙ-НАЙ“. Нейните състуденти са Ива Стоянова, Никол Султанова, Цвети Пеняшки и други.
През 2020 г. завършва магистратура по „Публична реч“ в НАТФИЗ.

### Кариера в театъра
От детството си играе в актьорската школа на Народния театър „Иван Вазов“ с ръководител Димитър Еленов, тази на „Сълза и смях“ с ръководители Венцеслав Кисьов и Калина Попова, и тази на Младежкия театър „Николай Бинев“ с ръководител Малин Кръстев.
От 2016 г. до 2019 г. е в трупата на Държавния куклен театър в Стара Загора, където играе в спектаклите „Животът е сън“, „Бялата врана“, „Ателие „Срещу себе си““, „Зайчето Питър“, „Петя и вълкът“, „Живота бяс“, „Турандот“, „Чудовището Кашчей“, „Алиса в страната на чудесата“ и „Меко казано“.
От 2019 г. е на щат във Столичния куклен театър, както и Импровизационния театър „ХаХаХа“ в трупата на Клонираните.

### Кариера в дублажа
Спасова се занимава с озвучаване на филми, сериали и реклами. Участва в дублажните студия „Александра Аудио“ и „Про Филмс“.

## Участия в театъра
Народен театър „Иван Вазов“
1. 2002 – „Кукувицата“ – режисьор Димитър Еленов
2. 2002 – Гунка в „Албена“ от Йордан Йовков – режисьор Иван Вазов

Театър НАТФИЗ
1. 2014 – „Клоуни и кукли“ – режисьори Жени Пашова и Петър Пашов[7][8]
2. 2015 – „Джовани и Лече-буболече“ по Джани Родари и Асен Разцветников – режисьори Жени Пашова и Петър Пашов[9]
3. 2015 – „Усмивки от старите ленти“ – режисьори Жени Пашова и Петър Пашов[10]
4. Дамата и Бялата врана в „Бялата врана“ – режисьор Любомир Колаксъзов

Театър 199 „Валентин Стойчев“
1. 16 декември 2018 г. – „Буратино“ от Алексей Толстой – постановка Жени Пашова[12][13][14]
2. 27 февруари 2022 г. – „Бременските музиканти“[15]

Държавен куклен театър – Стара Загора
1. 15 септември 2016 г. – Естреля в „Животът е сън“ от Педро Калдерон де ла Барка и Бареда Гонзалес де Хенао Руиз де Бласко и Рианьо – режисьор Ирослав Петков[16]
2. 20 септември 2016 г. – Дамата и Бялата врана в „Бялата врана“ от Карел Чапек – режисьор Любомир Колаксъзов[17][18]
3. 10 октомври 2016 г. – „Ателие „Срещу себе си““ – режисьор Веселка Кунчева
4. 6 ноември 2016 г. – „Зайчето Питър“ – режисьор Румен Гаванозов
5. 16 февруари 2017 г. – „Петя и вълкът“ от Сергей Прокофиев – режисьор Цвети Пеняшки[19]
6. 5 май 2017 г. – Жабата в „Тя, Палечка“ – режисьор Владислава Джамбазова[20]
7. 24 септември 2017 г. – Лебядкина в „Живота бяс“ – режисьор Веселка Кунчева
8. 28 февруари 2018 г. – „Чудовището Кашчей“ – режисьор Любомир Колаксъзов[21]
9. 12 април 2018 г. – „Турандот“, опера от Джакомо Пучини, по едноименната приказка на Карло Гоци – режисьори Огнян Драганов и Дарин Петков[22][23]
10. 17 октомври 2018 г. – „Алиса в страната на чудесата“ от Луис Карол – режисьор Елица Петкова[24]
11. 16 декември 2018 г. – „Меко казано“ от Валери Петров – режисьор Цвети Пеняшки[25]

Столичен куклен театър
1. 16 октомври 2015 г. – „Усмихни се“, по идея на Кирякос Аргиропулос, авторски спектакъл на Мария Банова[26][27]
2. 26 септември 2019 г. – „Красавицата и звяра“ – режисьор Елица Петкова[28][29]
3. 7 декември 2019 г. – „Непознатото дете“ – режисьор Диана Добрева[30][31]
4. 2021 – „Последното приключение на Барон Мюнхаузен“ [32][33]
5. 2021 – „Коледна работилница“[34]
6. 2022г. - „Доктор Дулитъл“ - режисьор - Катя Петрова
7. 14.02.2023г. - „Мюзикълът Спондж Боб“ - режисьор - Уест Хайлър [35]

Други представления и участия
1. 27.10.2022г. - „Новите дрехи на царя“ - режисьор - Мария Банова

## Роли в дублажа

### Войсоувър
- „Бели мадами“ (дублаж на Про Филмс), 2021
- „Ранго“ (дублаж на Про Филмс), 2022

### Нахсинхрон
- „100 неща за правене преди гимназията“, 2016
- „DC Лигата на супер-любимците“ – Мерси Грейвс, 2022
- „OK, Кей О! Да бъдем герои!“ – Ягода, 2017
- „АЛВИННН! и катеричоците“ – Елинор/Зийла
- „Амфибия“ – Ан, 2019
- „Геймърки“
- „Замръзналото кралство 2“ – Меденара, 2019
- „Новаци“ – Рут, 2018
- „Рая и последният дракон“ – Сису, 2021
- „Томас и приятели - с пълна пара напред!“ – Карли, 2022
- „Тролчета: Турнето“ – Барб, 2020

## Преводач
- „Пълна Драмарама“
- „Новаци“
- „Островът на летния лагер“

## Други дейности
Спасова е преводач от испански и английски език.
От 2019 г. е асистент по „Сценична реч“ в НАТФИЗ на проф. Катерина Илкова (до 2021 г.), и по „Актьорско майсторство за куклен театър“ при проф. Жени Пашова.

## Награди
- 2016 – Награда „НАЙ-НАЙ-НАЙ“ за актриса в куклен театър
- 2017 – Награда „Сивина“ за дебют за ролите си Бялата врана и Дамата в спектакъла „Бялата врана“ в Драматично-кукления театър в Стара Загора[36][37][38][39]
- 2019 – Награда за успешен творчески съюз между актьорските поколения на Националния куклено-театрален фестивал „Михаил Лъкатник“, гр. Ямбол, заедно със баща си Георги Спасов и Цвети Пеняшки в спектакъла „Буратино“